# Juan de Montejo
Juan de Montejo (1555, Salamanca - 1601, Alba de Tormes) fue un escultor español del Renacimiento. 

## Biografía
Seguidor de Juan de Juni, tras formarse en Salamanca se establece en Zamora donde llega a ser el escultor más destacado de la ciudad, volviendo a trabajar en Salamanca en el último periodo de su vida.

## Obras
- Relieves de la vida de San Pedro, Museo Nacional de Escultura, Valladolid.
- Caballero arrodillado. Efigie sepulcral de Alonso de Mera tallada para el convento de San Pablo y San Ildefonso en Zamora. Museo de Bellas Artes, Boston.
- Retablo mayor de la Parroquial de Morales del Vino, Zamora.
- Retablo mayor de San Juan en Alba de Tormes.
- Adoración de los pastores. Capilla del Cardenal de la Catedral de Zamora.
- Retablo de la capilla de Cristóbal González de Fermoselle de la iglesia de San Cipriano, Zamora.